# Station Oru
Station Oru is een station in de Estische plaats Oru in de gemeente Kohtla-Järve. Het station is geopend in 1870 en ligt aan de spoorlijn Tallinn - Narva.

## Treinen
De volgende trein stopt op Station Oru:
| Vervoerder | Treinsoort | Route                        | Opmerkingen                              |
| ---------- | ---------- | ---------------------------- | ---------------------------------------- |
| Elron      | Sneltrein  | Tallinn – Tapa – Oru – Narva | Stopt niet in Vesse, Lagedi en Nelijärve |

Tallinn Baltisch Station · 
Kitseküla · 
Ülemiste‎ · 
Vesse · 
Lagedi · 
Kulli · 
Aruküla · 
Raasiku · 
Parila · 
Kehra · 
Lahinguvälja · 
Mustjõe · 
Aegviidu · 
Nelijärve · 
Jäneda · 
Lehtse · 
Tapa · 
Kadrina · 
Rakvere · 
Kabala‎ · 
Sonda · 
Kiviõli · 
Püssi · 
Kohtla-Nõmme · 
Jõhvi · 
Oru · 
Vaivara · 
Narva